# José del Prado
Pour les articles homonymes, voir Del Prado.
José del Prado est un journaliste et écrivain vénézuélien né à Maracaibo,. Il est l'auteur d'une quinzaine de récits au long cours ou considérés comme des nouvelles. Son premier roman Le paradis de Luzbel est paru en 2016. En 2018, il remporte le Maracaibo Poetry Festival. Il dirige actuellement le magazine littéraire L'Articulista où il a interviewé des écrivains comme Miguel Bonnefoy, Fred Vargas et il a également collabore à divers médias au Venezuela et en Espagne

## Publications
- Le Paradis de Luzbel, 2016